# GNFA 1
De GNFA 1 of Botola 3 is het derde niveau in het Marokkaanse voetbal en tevens de hoogste amateur klasse. De competitie is verdeeld over twee regio’s (noord en zuid) en bevat beide 16 teams, waarvan in beide competities de twee beste teams (vier in totaal dus) promoveren naar de Botola 2.

## Competitie
De GNFA 1 bevat twee competities, competitie Noord en competitie Zuid.
De winnaars van beide competities zullen na het seizoen promoveren naar de Botola 2.
De hekkensluiters zullen degraderen naar de GNFA 2.